# Rouleau enluminé du concours poétique sur les nouveaux sites célèbres d'Ise
Le Rouleau enluminé du concours poétique sur les nouveaux sites célèbres d’Ise (伊勢新名所歌合絵巻, Ise shin-meisho uta-awase emaki) (ou 伊勢新名所絵歌合, Ise shin-meisho-e uta-awase) est un emaki japonais réalisé à la fin du XIIIe siècle et appartenant au sanctuaire d'Ise. Il retranscrit et illustre les poèmes composés par des moines du sanctuaire d’Ise et des temples bouddhistes attenants lors d’un concours de poésie, un divertissement litéraire en vogue parmi l’artistocratie et le clergé de l’époque. L’emaki est classé bien culturel important du Japon.

## Art desemaki
Apparu au Japon grâce aux échanges avec l’Empire chinois, l’art de l’emaki se diffusa largement auprès de l’aristocratie à l’époque de Heian (794–1185). Un emaki se compose d’un ou plusieurs longs rouleaux de papier narrant une histoire au moyen de textes et de peintures de style yamato-e. Le lecteur découvre le récit en déroulant progressivement les rouleaux avec une main tout en le ré-enroulant avec l’autre main, de droite à gauche (selon le sens d’écriture du japonais), de sorte que seule une portion de texte ou d’image d’une soixantaine de centimètres est visible. La narration suppose un enchaînement de scènes dont le rythme, la composition et les transitions relèvent entièrement de la sensibilité et de la technique de l’artiste. Les thèmes des récits étaient très variés : illustrations de romans, de chroniques historiques, de textes religieux, de biographies de personnages célèbres, d’anecdotes humoristiques ou fantastiques,… 

## Concours de poésie du sanctuaire d’Ise
Les concours de poésie (utaawase), qui consistent à composer autour de thèmes prédéfinis par des juges, sont en vogue parmi l’aristocratie depuis l’époque de Heian. Ils sont souvent consignés dans des anthologies dont les plus fameuses ont été la sources d’illustrations et de peintures, appelées utaawase-e (le suffixe -e signifiant « peinture »).
L’emaki du concours poétique sur les nouveaux sites célèbres d’Ise illustre un concours de poésie qui s’est tenue vers la fin du XIIIe siècle (portant le même nom que l’emaki : Ise-shin meisho-e utaawase), dont l’objet était de composer sur des lieux célèbres (meisho) des environs du sanctuaire d’Ise. Dix lieux présentés comme des « nouveaux lieux célèbres » (c’est-à-dire sans tradition poétique préexistante) de la province d’Ise ont été sélectionnés pour le concours : Sakuragi-no-sato, Izumi-no-mori, Iwanami-no-sato, Uchikoshi-no-hama, Fujinami-no-sato, Kawabe-no-sato, Okamoto-no-sato, Seki-no-kawa, Mitsu-no-minato, et Ōnu-no-hashi. C’est le poète et aristocrate Nijō Tameyo qui servit de juge. Seize prêtres shinto et moines bouddhistes du sanctuaire d’Ise ont participé au concours, répartis en deux équipes de huit nommées la « gauche » et la « droite » selon la coutûme des concours de poésie de la cour impériale. Chaque participant devait donc composer un poème sur chacun des meisho et selon un thème présélectioné (parmi l’une des quatre saisons, l’amour, ou autre), produisant un total de 160 poèmes (10 meisho x 8 participants x 2 équipes). Les poèmes s’inscrivent dans le mouvement litéraire waka en vogue à l’époque de création des rouleaux,.

## Historique et versions
L’emaki a été créé à la fin du XIIIe siècle durant l’époque de Kamakura. Des sources historiques indiquent que le concours de poésie s’est tenu durant l’ère Einin en 1294 ou 1295, et les historiens de l’art s’accordent sur le fait que l’emaki a dû être créé à la même période,. Il appartient depuis sa création au sanctuaire d'Ise (préfecture de Mie) et est entreposé au musée Jingū (Jingū chōko-kan) attenant au sanctuaire. Son commanditaire et ses auteurs ne sont pas connus, bien qu’il ait été attribué sans certitude au peintre Fujiwara Takasuke (aussi connu sous le nom de Tosa Takasuke),. Le style pictural se rapproche de celui du Rouleau illustré d’Obusuma Saburō, si bien que les deux œuvres pourraient avoir été réalisée par la même main ou le même atelier.
L’ordre de l’élaboration des poèmes et des peintures reste sujet à spéculation. La préface d’une copie ultérieure de l’époque d'Edo conservée au musée Jingū indique que les peintures ont été réalisées d’abord, et que les poèmes sont basées sur les peintures, renforcant l’hypothèse d’une date de création commune. Cependant, il est probable que les poètes et les peintres se soient entendus au préalable sur la représentation picturale des paysages et de leur saison.
L’emaki est classé bien culturel important depuis le 30 mai 1949 (numéro d’inventaire 00366),.
Il existe des copies ou versions ultérieures de l’emaki entreposée dans des collections publiques :
- la copie sus-mentionnée de l’époque d’Edo au musée Jingū ;
- une version différente réalisée par Takeuchi Kiichi durant l’ère Shōwa (1926-1989), conservée au musée national de Tokyo[14].

## Description de l’emaki
L’emaki se composait à l’origine de deux rouleaux illustrants l’anthologie du Ise-shin meisho-e utaawase. Pour chacun des dix lieux sélectionnés pour le concours, les huit paires de poèmes y étaient d’abord retranscrites, suivies par un commentaire de Nijō Tameyo, puis par une illustration du meisho. De nos jours cependant, le premier rouleau, qui devait contenir les cinq premiers meisho, a disparu, ainsi que des fragments du second rouleau, sans doute découpés à une date inconnue. La copie de la période d’Edo a été réalisée avant la perte de ces fragments, et permet donc de déduire les parties perdues du second rouleau : il s’agit des sept premières paires de poème du meisho Fujinami-no-sato, ainsi que de la totalité du texte et l’illustration du meisho Seki-no-kawa.
Dans sa forme actuelle, le rouleau subsistant se compose d’un assemblage 28 feuilles de papier (dont 11 dédiés aux peintures) pour une longueur totale de 1 256,1 cm et 32,4 cm de hauteur. Il est divisé en cinq sections contenant le texte et l’illustration pour cinq des meisho du concours. La première section sur le meisho Fujinami-no-sato est cependant plus courte car les sept premières paires de poèmes ont disparu, comme indiqué plus haut. Les quatre autres sections sont intactes. Les cinq meisho illustrés sont, dans l’ordre avec leur nom et le thème qui leur est associé : 
1. Fujinami-no-sato (printemps) : dépeint une villa ceinte d’un mur en terre appartenant peut-être à l’abbé du sanctuaire d’Ise, dont la vue permet de voir ce qu’il se passe à l’intérieur, où une femme reçoit un messager sur la veranda et un groupe d’hommes est rassemblé dans une autre pièce[17][7].
2. Kawabe-no-sato (été) : dépeint à hauteur de vue un paysage de soirée d’été sous la pluie, les lucioles étant de sortie, avec en bout de scène l’image d’un amant qui attend dans un jardin d’eulalie sa dulcinée en train de s’apprêter. Cette scène des amoureux est une libre interprétation du peintre, car aucun des poèmes n’en fait mention[17][7].
3. Okamoto-no-sato (automne) : dépeint un soir d’automne venteux où des femmes attisent le feu et battent le linge pour le sécher dans une cabane tandis qu’une biche arpente les collines environnantes. Les deux éléments (la cabane et les collines) sont séparées par une brume bleutée[17][7].
4. Mitsu-no-minato (amour) : dépeint un paysage de pins au bord de la côte à la nuit tombée, un bateau naviguant sur la mer et plusieurs autres étant amarés près du rivage[17][7].
5. Ōnu-no-hashi (autres) : dépeint des voyageurs sur un pont enjambant une rivière au milieu des rizières, pris par surprise par une épaisse brume qui marque la fin de l’emaki[17][7].

## Thèmes
L’emaki est au carrefour de plusieurs thèmes classiques de la peinture japonaise : les peintures de concours de poésie (utaawase-e), les peintures de lieux célèbres (meisho-e), et les peintures de paysages. Le thème des quatre saisons (shiki-e), souvent associé dans la peinture japonaise à la représentation des paysages et des meisho, y est aussi présent. Le peintre ne se contente pas d’illustrer des paysages, mais représente aussi différents aspects de la vie quotidienne et de l’activité humaine pour chaque meisho. Il s’agit là encore d’une association de thèmes classique, car humaniser la nature est essentiel dans l’esthétique japonaise.
Ces thèmes sont explorés dans d’autres emaki de l’époque, notamment le Rouleau enluminé du concours poétique des artisans au Tōhokuin (Tōhokuin shokunin utaawase emaki) et le Rouleau enluminé de la compétition entre poètes de différentes époques (Jidai fudo uta-awase emaki). À la différence des emaki traditionnels qui racontent une histoire, ces emaki illustrant des concours de poésie sont dépourvus de narration.

## Style pictural
Les peintures appartiennent au style yamato-e dominant aux époques de Heian et de Kamakura. C’est un exemple de combinaison à l’époque de Kamakura des genres primitifs otoko-e (qui privilégie la ligne) et onna-e (qui privilégie la couleur) du yamato-e, par le mélange de lignes fines et délicates et de couleurs pales et légères qui confèrent à l’œuvre une élégance discrète et raffinée, à l’image d’autres emaki du milieu de l’époque de kamakura comme le Saigyō monogatari emaki et le Kitano Tenjin engi emaki.
La représentation des meisho s’inscrit dans les canons de la peinture de lieux célèbres (meisho-e) en vigueur depuis l’époque de Heian. Le peintre s'attache ainsi à représenter les meisho non pas topographiquement, mais par symbolisme et illustrant les motifs poétiques et saisonniers associés au lieu dans la tradition littéraire ou dans les poèmes du concours. Les paysages font  cependant montre d’une certaine minutie, suggérant que le peintre s’est inspiré de lieux en partie réels.

## Historiographie
Les nombreuses représentations de l’humain dans les peintures fournissent des informations sur la vie quotidienne, l’architecture et les coutumes de l’époque de Kamakura, aussi bien pour les classes aisées que populaires.
Parmi les éléments d’architecture notables, l’emaki dépeint un petit pont en bois dans la section Ōnu-no-hashi, qui montre avec minutie l’agencement des pilotis et des planches, un type de pont qui est toujours utilisé pour enjamber des rivières peu profondes au Japon. Les peintures montrent aussi divers habitats, dont la grande villa de l’abbé, mais aussi des demeures plus humbles de paysans, qui y sont dépourvues de fondations avec juste des piliers porteurs enfoncés dans la terre, des murs faits de mortiers et rondins de bois, et les toits en planches de bois.
Parmi les activités populaires, le peintre montre une scène précieuse du séchage du linge par deux femmes : elles utilisent des marteaux de bois à longue tête pour battre le linge  disposé entre elles sur une pierre. La villa de l’abbé montre de nombreux petits objets utilisés par la noblesse, dont des instruments de musiques, des lampes, du maquillage, des peignes... disposés dans un riche décors sur de beaux meubles ou tatamis. Les vêtements des différents personnages révèlent aussi leur classe sociale.
La section Mitsu-no-minato montre plusieurs types de bateaux qui informent sur les moyens de navigation de l’époque : petits bateaux de pêcheurs qui pouvaient aussi servir d’habitat, et bateau de transport qui pouvaient peut-être servir à commercer avec le continent.